# Dekanat Dąbrowa Białostocka
Dekanat Dąbrowa Białostocka – jeden z 13 dekanatów w rzymskokatolickiej archidiecezji białostockiej.

## Parafie
W skład dekanatu wchodzi 8 parafii:
- parafia św. Stanisława w Dąbrowie Białostockiej
- parafia MB Wspomożenia Wiernych w Grodzisku
- parafia św. Jana Chrzciciela w Nowym Dworze
- parafia Ofiarowania NMP w Różanymstoku
- parafia Opatrzności Bożej w Siderce
- parafia Świętej Trójcy w Sidrze
- parafia NMP Pocieszenia w Zalesiu
- parafia NMP Królowej Polski w Zwierzyńcu Wielkim

## Sąsiednie dekanaty
Augustów – MB Królowej Polski (diec. ełcka), Korycin, Lipsk (diec. ełcka), Sokółka